# La Chapelle-près-Sées
La Chapelle-près-Sées là một xã thuộc tỉnh Orne vùng Normandie tây bắc nước nước Pháp. Xã này nằm ở khu vực có độ cao trung bình 200 mét trên mực nước biển.